# Robert N. Page

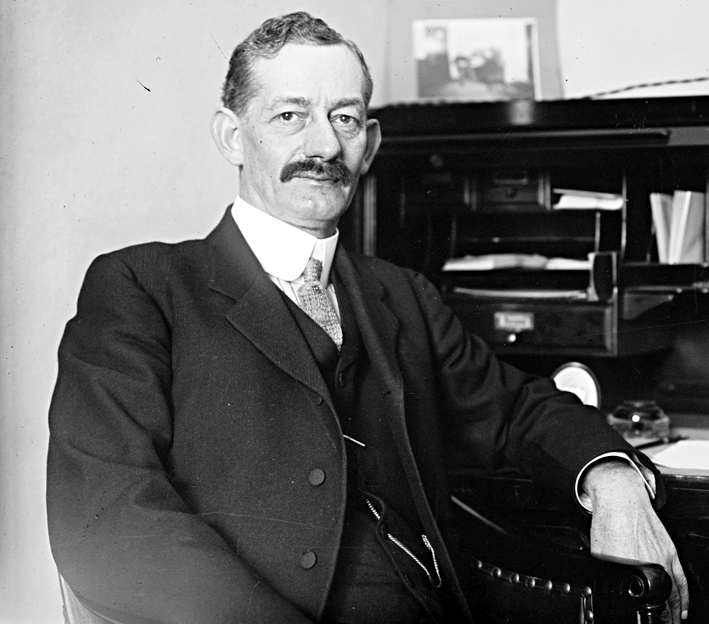
Robert N. Page (1916)

Robert Newton Page (* 26. Oktober 1859 in Cary, North Carolina; † 3. Oktober 1933 in Aberdeen, North Carolina) war ein US-amerikanischer Politiker. Zwischen 1903 und 1917 vertrat er den Bundesstaat North Carolina im US-Repräsentantenhaus.

## Werdegang
Robert Page war der jüngere Bruder von Walter Hines Page (1855–1918), der zwischen 1913 und 1918 US-Botschafter in Großbritannien war. Er besuchte die Cary High School und danach die Bingham Military School in Mebane. Im Jahr 1880 zog er nach Aberdeen, wo er bis 1900 in der Holzbranche arbeitete. Gleichzeitig begann er als Mitglied der Demokratischen Partei eine politische Laufbahn. Zwischen 1890 und 1898 war er Bürgermeister von Aberdeen. Von 1894 bis 1904 fungierte er als Schatzmeister der Eisenbahngesellschaft Aberdeen & Asheboro Railroad Co. 1897 verlegte Robert Page seinen Wohnsitz nach Biscoe. In den Jahren 1901 und 1902 war er Abgeordneter im Repräsentantenhaus von North Carolina.
Bei den Kongresswahlen des Jahres 1902 wurde Page im siebten Wahlbezirk von North Carolina in das US-Repräsentantenhaus in Washington, D.C. gewählt, wo er am 4. März 1903 die Nachfolge von Theodore F. Kluttz antrat. Nach sechs Wiederwahlen konnte er bis zum 3. März 1917 sieben Legislaturperioden im Kongress absolvieren. Im Jahr 1913 wurden der 16. und der 17. Verfassungszusatz ratifiziert. 1916 verzichtete Page auf eine erneute Kandidatur; 1920 kehrte er nach Aberdeen zurück. Im selben Jahr kandidierte er erfolglos für das Amt des Gouverneurs von North Carolina. In der Folge war Page im Bankgewerbe tätig und wurde Präsident der Firma Page Trust Co. Robert Page starb am 3. Oktober 1933 in Aberdeen.